# Povprečni letni dnevni promet
Povprečni letni dnevni promet (kratica PLDP) je izračunana za obremenjenost cestnega prometnega odseka, ki pove, koliko vozil povprečno vsak dan, vse dni v tednu in vse dni v letu prevozi odsek v obe smeri. Izračuna se tako, da se celoten promet na odseku v obdobju enega leta deli s 365, kolikor je dni v letu. Za primer, 13.570 vozil/dan pomeni, da vsak dan v povprečju prevozi določen odsek ceste 13.570 vozil v obe smeri. Podatki o številu vozil so največkrat pridobljeni s pomočjo samodejnih števcev prometa.
Vrednost PLDP je eden od podatkov, ki se uporablja za ugotavljanje potrebe po širitvi cestnega odseka ali novogradnji ceste, odmero financiranja za vzdrževanje odseka in podobno, z njegovo pomočjo so se in se še izdelujejo prometne študije in ugotavljajo koristi in stroški uporabnikov cest. Vendar koli�čine izražene v enoti PLDP ne omogočajo zadostne natanč�nosti in zanesljivosti prometnih, ekonomskih in okoljskih analiz. Za ustrezne analize se zato danes uporabljajo urne vrednosti (na primer jutranje in popoldanske konice) ali celodnevne vrednosti. Primerna je tudi uporaba PLDP na poprečen delovni dan, soboto in nedeljo, na cestah z izrazirimi turističnimi sezonski tokovi tudi sezonski promet.

## Tehnična specifikacija
TSC 06.511 : 2009 Prometne obremenitve, določitev in razvrstitev je bila objavljena v Uradnem listu RS št. 91/09 dne 13.11.2009. Tehnična specifikacija določa postopek za izvrednotenje merodajne prometne obremenitve, na osnovi katere se določijo dimenzije plasti voziščnih konstrukcij z asfaltno in cementnobetonsko krovno plastjo za novogradnje kot tudi za popravila in ojačitve obstoječih voziščnih konstrukcij. Podatki o povprečnem letnem dnevnem prometu morajo praviloma vsebovati naslednjo
razvrstitev reprezentativnih motornih vozil:
- osebna vozila in kombinirana vozila
- avtobusi
- tovorna vozila:
  - lahka – z nosilnostjo do 3 t
  - srednja – z nosilnostjo 3 do 7 t
  - težka – z nosilnostjo nad 7 t
  - težka s prikolico in avtovlaki

Tehnična specifikacija podrobneje govori o potrebnih analizahj, o ekvivalentni prometni obremenitvi, o dodatnih vplivih na prometno obremenitev, merodajni prometni obremenitvi in razvrstitvi le-te.
Ekvivalentna prometna obremenitev je pretvorba osne obremenitve tovornih vozil s faktorji, ki so določeni v tehnični specifikaciji.
Dodatne vplive na prometno obremenitev določajo značilnosti ceste kot:
- število prometnih pasov
- širina prometnih pasov
- vzdolžni nagib nivelete vozišča.

Merodajna prometna obremenitev se določi z: 
- načrtovano ekvivalentno dnevno prometno obremenitvijo,
- dodatnimi vplivi značilnosti ceste ter
- trajanjem in letno stopnjo rasti prometa